# Лосс, Джо
Джошуа Александр «Джо» Лосс (англ. Joshua Alexander "Joe" Loss; 22 июня 1909, Лондон, Англия, Великобритания — 6 июня 1990, Хартфортшир, Англия, Великобритания) — британский музыкант, композитор и певец.

## Биография
Джо Лосс — самый младший из четырёх детей — родился 22 июня 1909 года в Лондоне. Начал играть на скрипке уже с семи лет. Позже он играл в различных ансамблях.
В 1989 году из-за болезни Джо Лосс более не может руководить собственным оркестром и передает его Тодду Миллеру.
Скончался 6 июня 1990 года.